# Marie-Mae van Zuilen
Marie-Mae van Zuilen (* 8. August 1998 in Lexmond, Utrecht, Niederlande) ist eine niederländische Schauspielerin.

## Biografie
Im Jahr 2015 spielte Van Zuilen die Rolle der jüngeren Sabine, der Hauptfigur, in dem Film De reünie (Deutsch: Die Wiedervereinigung) von Menno Meyjes. Von 2015 bis 2016 spielte sie in verschiedenen Sketchen bei der niederländischen Sendung Rundfunk mit. 2016 spielte sie auch die Rolle der Britt Wienesse in Wenn die Deiche brechen, unter der Regie von Hans Herbots und basierend auf einer Idee von Johan Nijenhuis. Von 2017 bis 2023 übernahm sie die Rolle der Laura Warmond in der Serie Klem.

## Filmografie
- 2015: De Reünie
- 2016: Horizont
- 2016: Rundfunk
- 2016: Centraal Medisch Centrum
- 2016: Wenn die Deiche brechen
- 2017: Frau
- 2017: Gek van Geluk
- 2017–2020: Klem
- 2019: Instinct
- 2020: Toen wij de tijd hadden
- 2023: Klem